# Mutvîțea, Zaricine
Mutvîțea (în ucraineană Мутвиця) este un sat în comuna Morocine din raionul Zaricine, regiunea Rivne, Ucraina.

## Demografie
Componența lingvistică a localității Mutvîțea
     Ucraineană (99,52%)
     Alte limbi (0,48%)
Conform recensământului din 2001, majoritatea populației localității Mutvîțea era vorbitoare de ucraineană (99,52%), existând în minoritate și vorbitori de alte limbi.